# Eduardo Schwank
Eduardo Schwank, né le 23 avril 1986 à Rosario, est un joueur de tennis professionnel argentin, professionnel de 2005 à 2015.
Il est entraîné par Roberto Álvarez.

## Carrière
En 2008, il gagne son quatrième titre Challenger à Bordeaux. Ce tournoi a été à la fois une grande joie mais aussi une grande déception pour Eduardo Schwank. En effet, le joueur a perdu tous ses effets personnels dans l'incendie de sa chambre d'hôtel. Le joueur argentin aurait perdu l'équivalent de 12 000 € d'effets personnels. Lors de ce tournoi, il portait donc des vêtements prêtés par des collègues argentins et il a reçu la veille de son premier match des raquettes envoyées par sa famille.
La même année, il sort des qualifications et atteint le 3e tour de Roland-Garros où il s'incline en quatre sets face à Paul-Henri Mathieu après avoir éliminé Carlos Moyà et Marcel Granollers.
Il a disputé la finale du double messieurs des Internationaux de France 2011 aux côtés du Colombien Juan Sebastián Cabal.

## Palmarès

### Titre en simple
Aucun

### Finale en simple
Aucune

### Titre en double (1)
| No | Date       | Nom et lieu du tournoi | Catégorie | Surface      | Partenaire     | Finalistes                         | Score      |          |
| -- | ---------- | ---------------------- | --------- | ------------ | -------------- | ---------------------------------- | ---------- | -------- |
| 1  | 12/07/2010 | Mercedes Cup Stuttgart | ATP 250   | Terre (ext.) | Carlos Berlocq | Christopher Kas Philipp Petzschner | 7-65, 7-66 | Parcours |

### Finales en double (2)
| No | Date       | Nom et lieu du tournoi         | Catégorie | Surface      | Vainqueurs                 | Partenaire           | Score            |          |
| -- | ---------- | ------------------------------ | --------- | ------------ | -------------------------- | -------------------- | ---------------- | -------- |
| 1  | 25/10/2010 | Open Sud de France Montpellier | ATP 250   | Dur (int.)   | Stephen Huss Ross Hutchins | Marc López           | 6-2, 4-6, [10-7] | Parcours |
| 2  | 22/05/2011 | Roland-Garros Paris            | G. Chelem | Terre (ext.) | Max Mirnyi Daniel Nestor   | Juan Sebastián Cabal | 7-63, 3-6, 6-4   | Parcours |

### Titres Challenger en simple (7)
- 2007 : Medellín
- 2008 : Crémone, Rome, Bordeaux
- 2009 : Santiago, Lima
- 2010 : Bucaramanga

## Parcours dans les tournois duGrand Chelem

### En simple
| Année | Open d'Australie | Open d'Australie | Internationaux de France | Internationaux de France | Wimbledon       | Wimbledon   | US Open         | US Open       |
| ----- | ---------------- | ---------------- | ------------------------ | ------------------------ | --------------- | ----------- | --------------- | ------------- |
| 2008  | —                | —                | 3e tour (1/16)           | P.-H. Mathieu            | 1er tour (1/64) | A. Roddick  | 1er tour (1/64) | D. Toursounov |
| 2009  | 1er tour (1/64)  | T. Haas          | 1er tour (1/64)          | G. Rufin                 | 1er tour (1/64) | S. Wawrinka | —               | —             |
| 2010  | —                | —                | 1er tour (1/64)          | B. Kavčič                | 1er tour (1/64) | E. Korolev  | 2e tour (1/32)  | A. Clément    |
| 2011  | 2e tour (1/32)   | G. García-López  | —                        | —                        | —               | —           | —               | —             |
| 2012  | —                | —                | 3e tour (1/16)           | R. Nadal                 | —               | —           | —               | —             |

N.B. : à droite du résultat se trouve le nom de l'ultime adversaire.

### En double
| Année | Open d'Australie           | Open d'Australie            | Internationaux de France    | Internationaux de France    | Wimbledon                  | Wimbledon              | US Open                    | US Open                     |
| ----- | -------------------------- | --------------------------- | --------------------------- | --------------------------- | -------------------------- | ---------------------- | -------------------------- | --------------------------- |
| 2008  | —                          | —                           | —                           | —                           | 2e tour (1/16) C. Berlocq  | F. Čermák J. Kerr      | 2e tour (1/16) P. Starace  | L. Dlouhý L. Paes           |
| 2009  | 1er tour (1/32) A. Calleri | S. Huss R. Hutchins         | 1er tour (1/32) J. I. Chela | M. López T. Robredo         | —                          | —                      | —                          | —                           |
| 2010  | —                          | —                           | 1er tour (1/32) J. I. Chela | M. Melo B. Soares           | 1/2 finale J. I. Chela     | R. Lindstedt H. Tecău  | 1/2 finale H. Zeballos     | R. Bopanna A.-U.-H. Qureshi |
| 2011  | 1er tour (1/32) P. Cuevas  | P. Andújar D. Gimeno-Traver | Finale J. S. Cabal          | M. Mirnyi D. Nestor         | 1/8 de finale J. I. Chela  | R. Lindstedt H. Tecău  | 2e tour (1/16) J. I. Chela | S. Devvarman T. C. Huey     |
| 2012  | 2e tour (1/16) J. I. Chela | J. Melzer P. Petzschner     | 2e tour (1/16) J. I. Chela  | M. Fyrstenberg M. Matkowski | 1/8 de finale J. I. Chela  | D. Bracciali J. Knowle | —                          | —                           |
| 2013  | —                          | —                           | —                           | —                           | 2e tour (1/16) H. Zeballos | R. Lindstedt D. Nestor | 1er tour (1/32) C. Berlocq | C. Fleming J. Marray        |

N.B. : le nom du ou de la partenaire se trouve sous le résultat ; le nom des ultimes adversaires se trouve à droite.

### En double mixte
| Année | Open d'Australie         | Open d'Australie           | Internationaux de France | Internationaux de France   | Wimbledon                      | Wimbledon           | US Open         | US Open          |
| ----- | ------------------------ | -------------------------- | ------------------------ | -------------------------- | ------------------------------ | ------------------- | --------------- | ---------------- |
| 2011  |                          |                            |                          |                            | 2e tour (1/16) A. Kudryavtseva | R. Voráčová M. Damm | Finale G. Dulko | M. Oudin J. Sock |
| 2012  | 1er tour (1/16) G. Dulko | K. Date-Krumm K. Nishikori | 2e tour (1/8) G. Dulko   | G. Voskoboeva D. Bracciali |                                |                     |                 |                  |

N.B. : le nom de la partenaire se trouve sous le résultat ; le nom des ultimes adversaires se trouve à droite.

## Parcours dans lesMasters 1000
| Année | Indian Wells      | Miami              | Monte-Carlo           | Rome | Madrid            | Canada               | Cincinnati | Shanghai                 | Paris |
| ----- | ----------------- | ------------------ | --------------------- | ---- | ----------------- | -------------------- | ---------- | ------------------------ | ----- |
| 2009  | 1er tour N. Massú | 1er tour Lu Y-h.   | 1er tour M. Gicquel   | —    | 1er tour A. Seppi | —                    | —          | —                        | —     |
| 2010  | —                 | 2e tour N. Almagro | 1er tour T. de Bakker | —    | 2e tour M. Čilić  | 1er tour F. Verdasco | —          | 1er tour G. García-López | —     |

N.B. : sous le résultat se trouve le nom de l’ultime adversaire.